# Peter Petrán
Peter Petrán (* 18. dubna 1981) je slovenský fotbalový obránce, který momentálně hraje v polském klubu Sandecja Nowy Sącz.

## Klubová kariéra
V letech 2000–2008 hrál za FK Inter Bratislava. Od ledna 2009 hrál ve slovinském týmu NK Primorje, kde stihl nastoupit do 15 zápasů ve slovinské nejvyšší lize, v nichž vstřelil jeden gól. Na konci sezony klub sestoupil do druhé ligy, a hráč s ním. V roce 2010 se vrátil na Slovensko, kde působil v FK Senica a FK LAFC Lučenec.
V únoru 2012 odešel do Polska do týmu Sandecja Nowy Sącz. V lednu 2014 prodloužil s klubem smlouvu do léta 2014.